# Leo Sharp
 (octobre 2019).
Si vous disposez d'ouvrages ou d'articles de référence ou si vous connaissez des sites web de qualité traitant du thème abordé ici, merci de compléter l'article en donnant les références utiles à sa vérifiabilité et en les liant à la section « Notes et références ».
Pour les articles homonymes, voir Sharp.
Leonard « Leo » Sharp, également connu sous le nom d'El Tata, est un ancien militaire américain devenu horticulteur né le 7 mai 1924 à Michigan City et mort le 12 décembre 2016 dans le Michigan.

## Biographie
Après avoir combattu lors de la Seconde Guerre mondiale, pour laquelle il est décoré de la Bronze Star Medal, Leo Sharp devient horticulteur. Sa grande spécialité est de cultiver des hémérocalles. Il acquiert d'ailleurs une certaine renommée grâce à cela, cultivant des variétés de fleurs uniques via l'hybridation, et sa petite entreprise florale tourne très bien. Des passionnés viennent de très loin jusqu'à son exploitation pour lui acheter ses fleurs, il parcourt tout le pays pour participer à des salons, expositions et autres conférences, il est même reçu à la Maison-Blanche pour installer ses créations dans le jardin du Président.
À la suite de problèmes financiers, une connaissance lui propose de devenir passeur de drogues à la frontière entre les États-Unis et le Mexique pour le Cartel de Sinaloa, dirigé par le très dangereux Joaquín Guzmán, ce qu'il accepte. Chaque mois, Sharp fait passer environ entre 200 et 250 kilos de cocaïne. Aucun autre passeur de drogues n'est plus prolifique que lui. Il profite ainsi de l'argent récolté pour, entre autres, lever l'hypothèque sur sa ferme et rembourser ses dettes, mais aussi pour en faire profiter les siens.  
La DEA, la brigade des stupéfiants américaine, ne parvient pas à mettre la main sur Leo Sharp, après qui elle court pendant plusieurs mois sans réussir à l'identifier. Son profil de paisible et sympathique vieillard qui n'a jamais eu le moindre souci avec la justice n'attire pas l'attention. Mais le 11 octobre 2011, il est finalement arrêté au volant de son pick-up de marque Lincoln avec 107 kilos de cocaïne à son bord, par les hommes de l'agent spécial Jeff Moore. Une vidéo de son arrestation, filmée par les forces de police, est même disponible en ligne.
Lors de son procès, L. Sharp reconnaît tous les faits sans faire traîner les débats, même si son avocat voulait plaider la faiblesse psychologique de son client. L. Sharp propose à la Cour de payer les 500 000 dollars de dommages et intérêts en cultivant des fleurs pour l'État. En 2014, alors âgé de 90 ans, il est condamné à trois ans de prison. Au bout d'un an d'emprisonnement, il est libéré en raison de son état de santé déclinant. Il meurt un an après sa libération, à l'âge de 92 ans.

## Au cinéma
Son histoire est adaptée par Clint Eastwood dans son film La Mule (2018). 
Les noms des personnages, ainsi que les dates et les lieux, ont été changés dans le film. Leo Sharp (interprété par Clint Eastwood) est rebaptisé Earl Stone et n'est plus un vétéran (ancien combattant) de la Seconde Guerre mondiale mais de la guerre de Corée, l'agent Jeff Moore (joué par Bradley Cooper) devient l'agent Colin Bates et Joaquin Guzman (joué par Andy Garcia) s'appelle désormais Laton. En revanche, le surnom donné au personnage d'Eastwood dans le film par le Cartel, à savoir Tata (ce qui veut dire « papy » en espagnol), est bien celui de Leo Sharp. Sur grand écran, l'histoire se déroule à Chicago, et non à Détroit comme dans la réalité.